# کیم دونگ-سونگ
کیم دونگ-سونگ (انگلیسی: Kim Dong-sung؛ زادهٔ ۹ فوریهٔ ۱۹۸۰) اسکیت‌باز سرعت اهل کره جنوبی است.